# داون ستيل
داون ستيل (بالإنجليزية: Dawn Steel) هي منتجة أفلام ورائدة أعمال أمريكية، ولدت في 19 أغسطس 1946 في ذا برونكس في الولايات المتحدة، وتوفيت في 20 ديسمبر 1997 في لوس أنجلوس في الولايات المتحدة.

## وصلات خارجية
- داون ستيل على موقع IMDb (الإنجليزية)
- داون ستيل على موقع قاعدة بيانات الفيلم (الإنجليزية)